# Шалас (Келецький повіт)
Шалас (пол. Szałas) — село в Польщі, у гміні Заґнанськ Келецького повіту Свентокшиського воєводства.
Населення — 523 особи (2011).
У 1975-1998 роках село належало до Келецького воєводства.

## Демографія
Демографічна структура на день 31 березня 2011 року:
|          | Загалом | Допрацездатний вік | Працездатний вік | Постпрацездатний вік |
| -------- | ------- | ------------------ | ---------------- | -------------------- |
| Чоловіки | 263     | 52                 | 193              | 18                   |
| Жінки    | 260     | 47                 | 143              | 70                   |
| Разом    | 523     | 99                 | 336              | 88                   |